# Prefettura apostolica di Ankang
La prefettura apostolica di Ankang (in latino: Praefectura Apostolica Hinganfuensis) è una sede della Chiesa cattolica in Cina. Nel 1950 contava 3.982 battezzati su 800.000 abitanti. La sede è vacante.

## Territorio
La prefettura apostolica comprende parte della provincia cinese dello Shaanxi.
Sede prefettizia è la città di Ankang, dove si trova la cattedrale del Sacro Cuore di Gesù.

## Storia
La prefettura apostolica di Ankang (Xing'anfu) fu eretta il 28 marzo 1928 con il breve Ut aucto di papa Pio XI, ricavandone il territorio dai vicariati apostolici di Hanzhong (oggi diocesi) e di Xi'an-fu (oggi arcidiocesi di Xi'an).
La prefettura apostolica sarebbe stata elevata a diocesi dalle autorità cinesi, che avrebbero nominato nel 1987 il sacerdote John Baptist Ye Ronghua dapprima amministratore diocesano e poi primo vescovo di Ankang. Dal 30 novembre 2016 l'anziano vescovo è stato affiancato da un coadiutore, nominato dalla Santa Sede e accettato dal governo cinese, nella persona di John Wang Xiaoxun.

## Cronotassi dei vescovi
Si omettono i periodi di sede vacante non superiori ai 2 anni o non storicamente accertati.
- Giovanni Soggiu, O.F.M.Conv. † (1º agosto 1928 - 12 novembre 1930 deceduto)
- Berardo Barracciu, O.F.M.Conv. † (26 febbraio 1932 - 3 settembre 1940 deceduto)
- Emilio Favarato, O.F.M.Conv. † (20 giugno 1941 - 1948 dimesso)
- Pietro Maleddu, O.F.M.Conv. † (7 maggio 1948 - 1983 ritirato)
  - Sede vacante
  - John Baptist Ye Ronghua † (10 dicembre 2000 ordinato - 28 agosto 2022 deceduto)[4]
  - John Wang Xiaoxun, succeduto il 28 agosto 2022

## Statistiche
La prefettura apostolica nel 1950 su una popolazione di 800.000 persone contava 3.982 battezzati, corrispondenti allo 0,5% del totale.
| anno | popolazione | popolazione | popolazione | presbiteri | presbiteri | presbiteri | presbiteri                | diaconi | religiosi | religiosi | parrocchie |
| anno | battezzati  | totale      | %           | numero     | secolari   | regolari   | battezzati per presbitero | diaconi | uomini    | donne     | parrocchie |
| ---- | ----------- | ----------- | ----------- | ---------- | ---------- | ---------- | ------------------------- | ------- | --------- | --------- | ---------- |
| 1950 | 3.982       | 800.000     | 0,5         | 14         | 5          | 9          | 284                       |         |           | 21        | 12         |